# Michael Watson
Michael Watson (Londen, 15 maart 1965) is een voormalig Brits bokser in het middengewicht. Hij vocht drie maal om een wereldtitel. Zijn carrière eindigde plotsklaps vanwege een levensbedreigende situatie die ontstond na een gevecht tegen Chris Eubank.

## Amateurcarrière
Watson is geboren in de achterbuurten van Londen en begon op zijn 14e met boksen. In 1984 was hij dicht bij de kwalificatie van de Olympische Spelen. Helaas haalde hij dit niet en besloot op zijn 19e over te stappen naar de profs.

## Profcarrière

### Begin carrière
In de jaren 80 was boksen populair in Engeland. Vooral in het middengewicht waren Nigel Benn, Chris Eubank en Watson grote talenten. Op 21 mei 1989 staan Nigel Benn en Watson tegenover elkaar. Watson wint op TKO in de 6e ronde en krijgt de kans om te vechten om een wereldtitel. Helaas is de Jamaicaan Mike Mccallum te sterk voor hem en hij verliest op KO in ronde 11. Hierna wint hij 3 gevechten op KO, wat hem wederom een kans op een wereldtitel oplevert.

### Michael Watson vs. Chris Eubank I
Op 22 juni 1991 staan Watson en Chris Eubank voor de 1e keer tegenover elkaar in een boksring. Het gevecht wordt een bijzonder spannend en boeiend gevecht. De meningen over de uitslag zijn verdeeld, maar de Jury wijst Chris Eubank aan als winnaar. Niet lang na de wedstrijd wordt bekendgemaakt dat er 3 maanden later een rematch zal plaatsvinden.

### Michael Watson vs. Chris Eubank II
Op 21 september 1991 is White Hart Lane uitverkocht voor de rematch tussen Watson en Eubank. Het wordt een spetterend gevecht. In de 11e ronde incasseren beide boksers een knock-down. In de laatste ronde stopt de scheidsrechter de wedstrijd, omdat Watson aangeslagen is.  Niet veel later zakt Watson in elkaar en verliest zijn bewustzijn. Helaas is er niet direct een dokter beschikbaar. Het duurt bijna 10 minuten voordat er medische steun is. Ook moet er nog een ambulance worden opgeroepen. Na dit voorval zijn de regels van het boksen aangescherpt en is er altijd een dokter ringside en staat er een ambulance paraat.

### Gevecht om zijn leven
Drie uur nadat hij knock-out is gegaan ondergaat Watson zijn eerste van in totaal zes hersenoperaties door neurochirurg Peter Hamlyn om een bloedprop uit zijn hersenen te verwijderen. Veertig dagen lang ligt Watson in coma, echter als hij daar uit ontwaakt zijn de vooruitzichten bijzonder slecht. Watson kan niet horen of praten en kan nauwelijks bewegen. De verwachting is dat hij nooit meer zal kunnen praten of lopen. De bokswereld leeft met hem mee en zelfs Muhammad Ali komt hem opzoeken in het ziekenhuis. Watson gaat een lange revalidatie tegemoet. Hij gaat stapje voor stapje vooruit en hij leert schrijven en praten.

## Marathon van Londen
In 2003 haalt Watson alle Britse kranten. Twaalf jaar na het bijna fatale incident loopt hij de marathon van Londen. Na 6 dagen en 2 uur komt hij uiteindelijk over finish, bijgestaan door Chris Eubank en dokter Peter Hamlyn. In 2004 ontvangt Watson een koninklijke onderscheiding uit handen van koningin Elizabeth II voor zijn prestatie.
In 2011 maakt de BBC een documentaire over zijn leven genaamd 'The Peoples champion'. In 2012 was Watson een fakkeldrager bij de Paralympics.
Watson bezoekt tegenwoordig jonge zieke mensen om hen zijn verhaal te vertellen en hiermee te inspireren.